# Adolf Nicolaus Zacharias

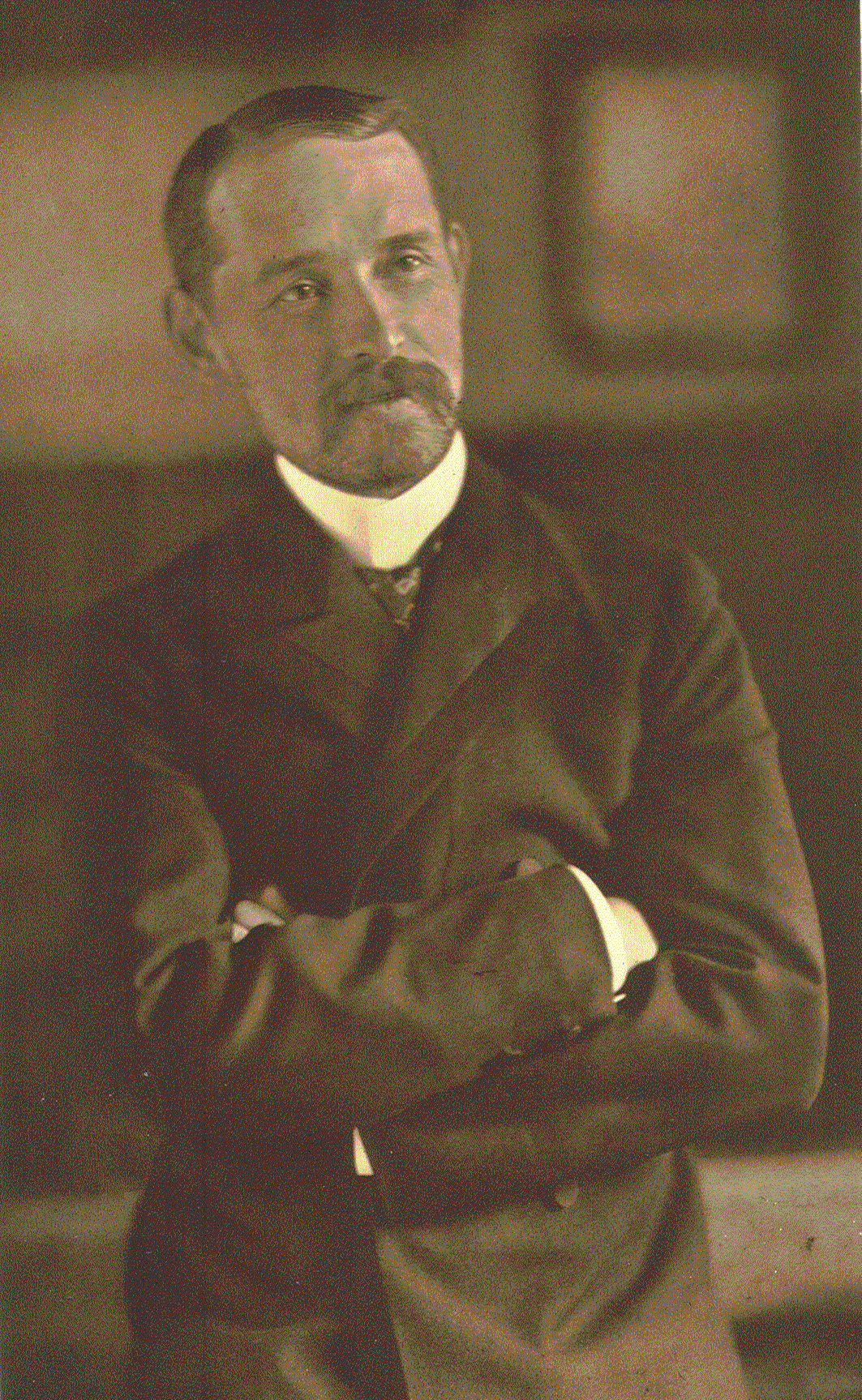
Adolf Nicolaus Zacharias 1905

Adolf Nicolaus Zacharias (* 14. November 1858 in Hamburg; † 8. Juli 1931) war ein deutscher Jurist und Hamburger Abgeordneter.

## Leben
Zacharias wurde als Sohn des Kaufmanns Adolf Nicolaus Zacharias sen. und der Malerin und Schriftstellerin Marie Zacharias (geb. Langhans) geboren. Adolf Nicolaus Zacharias sen. (1826–1880), der von 1869 bis 1880 der Bürgerschaft angehörte, war ein bekannter Befürworter des Freihafens in Hamburg gewesen.
Zacharias besuchte wie sein älterer Bruder Eduard Zacharias die Gelehrtenschule des Johanneums. Nach dem Abitur studierte er Rechtswissenschaft an der Eberhard Karls Universität Tübingen. 1878 wurde er im Corps Suevia Tübingen aktiv.
Zacharias wurde 1885 zweiter Sekretär der Finanzdeputation, bevor er sich 1886 als Rechtsanwalt in Hamburg niederließ. Spätestens 1896 trat er wieder als Richter in den Staatsdienst. 1900 wurde er zum Richter am Hanseatischen Oberlandesgericht berufen. 1919 wurde er zu einem der Senatspräsidenten  gewählt. 1921 wurde Zacharias an das Deutsch-Englische Schiedsgericht abgeordnet; dafür wurde er von seiner bisherigen Tätigkeit beurlaubt. 1929 ging er in den Ruhestand.
Von 1895 bis 1906 gehörte Zacharias der Hamburgischen Bürgerschaft an.
Er war dabei als Mitglied des Bürgerausschusses an der Reform der Hamburger Fürsorgeerziehung prägend beteiligt.
Adolf Nicolaus Zacharias ruht in der Familiengrabstätte auf dem Friedhof Ohlsdorf. Sie liegt nordöstlich von Kapelle 10 im Planquadrat R 28.

## Schriften
- Die Finanzen der Stadt Hamburg im Jahre 1883 zur Vergleichung mit den Finanzen anderer Großstädte. Meißner, Hamburg 1886.
- Gedanken eines Praktikers zur Frage des „Juristischen Modernismus“. Guttentag, Berlin 1910.
- Ueber Persönlichkeit, Aufgaben und Ausbildung des Richters Berlin. Guttentag, Berlin 1911.
- Denkschrift über die vorübergehende Beschäftigung von Gerichtsassessoren in Privatbetrieben. Guttentag, Berlin 1912.